# BeautifulPeople.com
BeautifulPeople.com je internetová sociální síť, která se zaměřuje pouze na (subjektivně) atraktivní uživatele. V současné době má přes pět miliónů členů. Je dostupná v dvanácti jazycích. Založil ji Greg Hodge v Dánsku v roce 2001. Inspiroval se při tom americkým filmem Zoolander.

Každý, kdo se na stránku registruje, musí nejprve podstoupit 48hodinovou „zkušební dobu“, při níž ostatní uživatelé v čtyřstupňovém hodnocení rozhodují o jeho atraktivitě. Pokud většina uživatelů shledá kandidáta přitažlivým, stává se členem. I schválený uživatel může být ze stránek vyloučen, pokud mají jeho fotografii příliš nízké hodnocení. Úspěšný je průměrně pouze jeden z pěti kandidátů a někteří odmítnutí aspiranti dokonce zakladatelům stránky vyhrožovali smrtí. Nejúspěšnější kandidátky jsou Norky (76 % z nich je přijato), následované Švédkami a Islanďankami, nejúspěšnější kandidáti jsou pak Švédové (65 %), následování Brazilci a Dány. Nejméně atraktivní jsou naopak podle uživatelů BF.com ženy z Německa (13 %) a muži z Ruska a Polska (shodně 9 %).

V roce 2012 byly spuštěny verze pro gaye a lesby. Kromě toho na podporu homosexuálních sňatků byly na stránkách zveřejněny kontroverzní fotomontáže fiktivních homosexuálních sňatků, v nichž figurují například Barack Obama, Mitt Romney nebo Sarah Palinová.